# Machawa
Machawa (biał. Махава; ros. Махово, Machowo; pol. hist. Machowo) – agromiasteczko na Białorusi, w obwodzie mohylewskim, w rejonie mohylewskim, w sielsowiecie Machawa. W 2019 roku liczyło 438 mieszkańców.
W XIX wieku wieś i dobra należące do Sawickich oraz Okszewskich. Do 1917 położona była w Rosji, w guberni mohylewskiej, w powiecie bychowskim. Następnie w granicach Związku Sowieckiego. Od 1991 w niepodległej Białorusi.